# Obcokrajowcy z największą liczbą meczów w polskiej ekstraklasie piłkarskiej
Obcokrajowcy z największą liczbą meczów w polskiej ekstraklasie piłkarskiej – lista zawiera nazwiska zawodników urodzonych poza Polską, którzy wystąpili przynajmniej w 150 meczach polskiej ekstraklasy piłkarskiej.
Stan na 17 sierpnia 2025 r.
| Miejsce | Zawodnik             | Narodowość           | Mecze | Kluby | Lata gry  |
| ------- | -------------------- | -------------------- | ----- | --- | --------- |
| 1.      | Taras Romanczuk*     | /                    | 333   | Jagiellonia Białystok | 2014-     |
| 2.      | Dušan Kuciak**       | Słowacja             | 328   | Legia Warszawa (131), Lechia Gdańsk (196), Raków Częstochowa (1)                                                                        | 2011-2024 |
| 3.      | Flávio Paixão        | Portugalia           | 310   | Śląsk Wrocław (71), Lechia Gdańsk (239)                                                                                                 | 2014–2023 |
| 4.      | Miroslav Radović     | /                    | 276   | Legia Warszawa | 2006–2019 |
| 5.      | Róbert Pich**        | Słowacja             | 270   | Śląsk Wrocław (253), Legia Warszawa (17)                                                                                                | 2014–2023 |
| 6.      | Pavol Staňo          | Słowacja             | 243   | Polonia Bytom (17), Jagiellonia Białystok (43), Korona Kielce (121), Podbeskidzie Bielsko-Biała (26), Termalica Bruk-Bet Nieciecza (26) | 2007–2016 |
| 7.      | Aleksandar Vuković   | /                    | 242   | Legia Warszawa (166), Korona Kielce (76)                                                                                                | 2001–2013 |
| 8.      | Jesús Imaz*          | Hiszpania            | 240   | Wisła Kraków (47), Jagiellonia Białystok (193)                                                                                          | 2017-     |
| 9.      | Wahan Geworgian      | /                    | 236   | Wisła Płock (162), Jagiellonia Białystok (18), Łódzki KS (19), Zawisza Bydgoszcz (37)                                                   | 1999–2014 |
| 9.      | Vlastimir Jovanović* | /                    | 236   | Korona Kielce (176), Termalica Bruk-Bet Nieciecza (60)                                                                                  | 2010–     |
| 11.     | Cornel Râpă**        | Rumunia              | 234   | Pogoń Szczecin (55), Cracovia (178) | 2016–2024 |
| 12.     | František Plach*     | Słowacja             | 224   | Piast Gliwice | 2018-     |
| 13.     | Andrij Mychalczuk    | Ukraina              | 223   | Widzew Łódź | 1992–2001 |
| 14.     | Hernâni              | /                    | 220   | Górnik Zabrze (31), Korona Kielce (129), Pogoń Szczecin (60)                                                                            | 2004–2015 |
| 15.     | Ľubomír Guldan       | Słowacja             | 215   | Zagłębie Lubin | 2013–2020 |
| 16.     | Tom Hateley          | Anglia               | 214   | Śląsk Wrocław (71), Piast Gliwice (143)                                                                                                 | 2014–2024 |
| 17.     | Semir Štilić         | Bośnia i Hercegowina | 211   | Lech Poznań (106), Wisła Kraków (66), Wisła Płock (39)                                                                                  | 2008–2019 |
| 18.     | Hermes               | /                    | 206   | Widzew Łódź (11), Korona Kielce (68), Jagiellonia Białystok (96), Zawisza Bydgoszcz (18)                                                | 2002–2014 |
| 18.     | Michal Papadopulos** | Czechy               | 206   | Zagłębie Lubin (101), Piast Gliwice (78), Korona Kielce (27)                                                                            | 2012–2020 |
| 18.     | Michal Peškovič      | Słowacja             | 206   | Polonia Bytom (39), Ruch Chorzów (47), Podbeskidzie Bielsko-Biała (43), Korona Kielce (8), Cracovia (69)                                | 2008–2021 |
| 21.     | Marián Kelemen       | Słowacja             | 200   | Śląsk Wrocław (113), Jagiellonia Białystok (87)                                                                                         | 2010–2019 |
| 22.     | Iñaki Astiz Ventura  | Hiszpania            | 197   | Legia Warszawa | 2007–2021 |
| 23.     | Gerard Badía         | Hiszpania            | 196   | Piast Gliwice | 2014–2021 |
| 24.     | Kasper Hämäläinen    | Finlandia            | 191   | Lech Poznań (101), Legia Warszawa (90)                                                                                                  | 2013–2019 |
| 25.     | Mamia Dżikia         | Gruzja               | 190   | Ruch Chorzów (127), Amica Wronki (33), Wisła Płock (26), Łódzki KS (4)                                                                  | 1997–2006 |
| 25.     | Pāvels Šteinbors**   | Łotwa                | 190   | Górnik Zabrze (54), Arka Gdynia (116), Jagiellonia Białystok (20)                                                                       | 2013–2022 |
| 27.     | Zoran Arsenić*       | Chorwacja            | 187   | Wisła Kraków (43), Jagiellonia Białystok (44), Raków Częstochowa (100)                                                                  | 2017-     |
| 28.     | Edi Andradina        | Brazylia             | 186   | Pogoń Szczecin (103), Korona Kielce (83)                                                                                                | 2005–2013 |
| 29.     | Erik Janža*          | Słowenia             | 184   | Górnik Zabrze | 2019-     |
| 29.     | Matúš Putnocký**     | Słowacja             | 184   | Ruch Chorzów (52), Lech Poznań (67), Śląsk Wrocław (65)                                                                                 | 2015–2022 |
| 31.     | Martin Pospíšil**    | Czechy               | 182   | Jagiellonia Białystok | 2017–2023 |
| 32.     | Fiodor Černych**     | Litwa                | 181   | Górnik Łęczna (38), Jagiellonia Białystok (143)                                                                                         | 2014–2022 |
| 33.     | Deleu**              | /                    | 178   | Lechia Gdańsk (98), Cracovia (80) | 2010–2017 |
| 33.     | Saša Živec**         | Słowenia             | 178   | Piast Gliwice (102), Zagłębie Lubin (76)                                                                                                | 2014–2023 |
| 35.     | Mauro Cantoro        | /                    | 176   | Wisła Kraków (164), Odra Wodzisław Śląski (12)                                                                                          | 2001–2010 |
| 36.     | Petr Schwarz**       | Czechy               | 175   | Raków Częstochowa (61), Śląsk Wrocław (114)                                                                                             | 2019-2025 |
| 37.     | Jasmin Burić*        | /                    | 172   | Lech Poznań (157), Zagłębie Lubin (15)                                                                                                  | 2008-     |
| 38.     | Wadim Rogowskoj      | Rosja                | 169   | Zagłębie Lubin (126), GKS Bełchatów (43)                                                                                                | 1991–1997 |
| 39.     | Dickson Choto        | Zimbabwe             | 167   | Górnik Zabrze (12), Pogoń Szczecin (10), Legia Warszawa (145)                                                                           | 2001–2013 |
| 39.     | Fran Tudor*          | Chorwacja            | 167   | Raków Częstochowa | 2020-     |
| 41.     | Jean Carlos*         | /                    | 166   | Wisła Kraków (40), Pogoń Szczecin (49), Raków Częstochowa (77)                                                                          | 2019-     |
| 41.     | Siergiej Szypowski   | Rosja                | 166   | Hutnik Kraków (152), Pogoń Szczecin (14)                                                                                                | 1992–2002 |
| 43.     | Dimitrije Injac      | Serbia               | 163   | Lech Poznań (156), Polonia Warszawa (7)                                                                                                 | 2007–2014 |
| 44.     | Patrik Mráz**        | Słowacja             | 162   | Śląsk Wrocław (12), Górnik Łęczna (33), Piast Gliwice (62), Sandecja Nowy Sącz (30), Zagłębie Sosnowiec (25)                            | 2012–2019 |
| 45.     | Mario Maloča**       | Chorwacja            | 160   | Lechia Gdańsk | 2015–2023 |
| 46.     | Đorđe Čotra          | Serbia               | 156   | Polonia Warszawa (34), Zagłębie Lubin (93), Śląsk Wrocław (29)                                                                          | 2011–2019 |
| 46.     | Michal Sipľak**      | Słowacja             | 156   | Cracovia (126), Górnik Zabrze (13), Puszcza Niepołomice (17)                                                                            | 2017-2025 |
| 48.     | Darko Jevtić**       | Szwajcaria           | 155   | Lech Poznań | 2014–2019 |
| 48.     | Radek Mynář          | Czechy               | 155   | Dyskobolia Grodzisk Wlkp. (92), Polonia Warszawa (63)                                                                                   | 2003–2012 |
| 48.     | Benedikt Zech**      | Austria              | 155   | Pogoń Szczecin | 2019–2024 |
| 51.     | Manuel Arboleda      | Kolumbia             | 154   | Zagłębie Lubin (53), Lech Poznań (101)                                                                                                  | 2006–2014 |
| 52.     | Jorge Félix*         | Hiszpania            | 153   | Piast Gliwice | 2018-     |
| 53.     | Erik Expósito**      | Hiszpania            | 152   | Śląsk Wrocław | 2019–2024 |
| 53.     | Alexis Norambuena    | /                    | 152   | Jagiellonia Białystok (146), GKS Bełchatów (6)                                                                                          | 2008–2015 |

- * – zawodnik grający obecnie w Ekstraklasie
- ** – zawodnik grający obecnie poza Ekstraklasą